# Oreste Perfetti
Oreste Perfetti (Lainate, 4 dicembre 1897 – Milano, 18 dicembre 1927) è stato un calciatore italiano, di ruolo centrocampista.

## Carriera
Con il Milan gioca una partita nella Coppa Federale 1915-1916. Militare a Roma nel 1917/18 gioca con la Pro Roma e nel 1918/19 con la Lazio. Milita nuovamente con i rossoneri per due stagioni a partire dal 1922-1923, disputando altre 25 partite. Muore appena trentenne di broncopolmonite. È stato sepolto al Cimitero Maggiore di Milano.